# هجرة

معدلات الهجرة الصافية في عام 2016: مرتفعة (أزرق)، سلبية (برتقالي)، معتدلة (أخضر)، عدم توافر بيانات (رمادي).

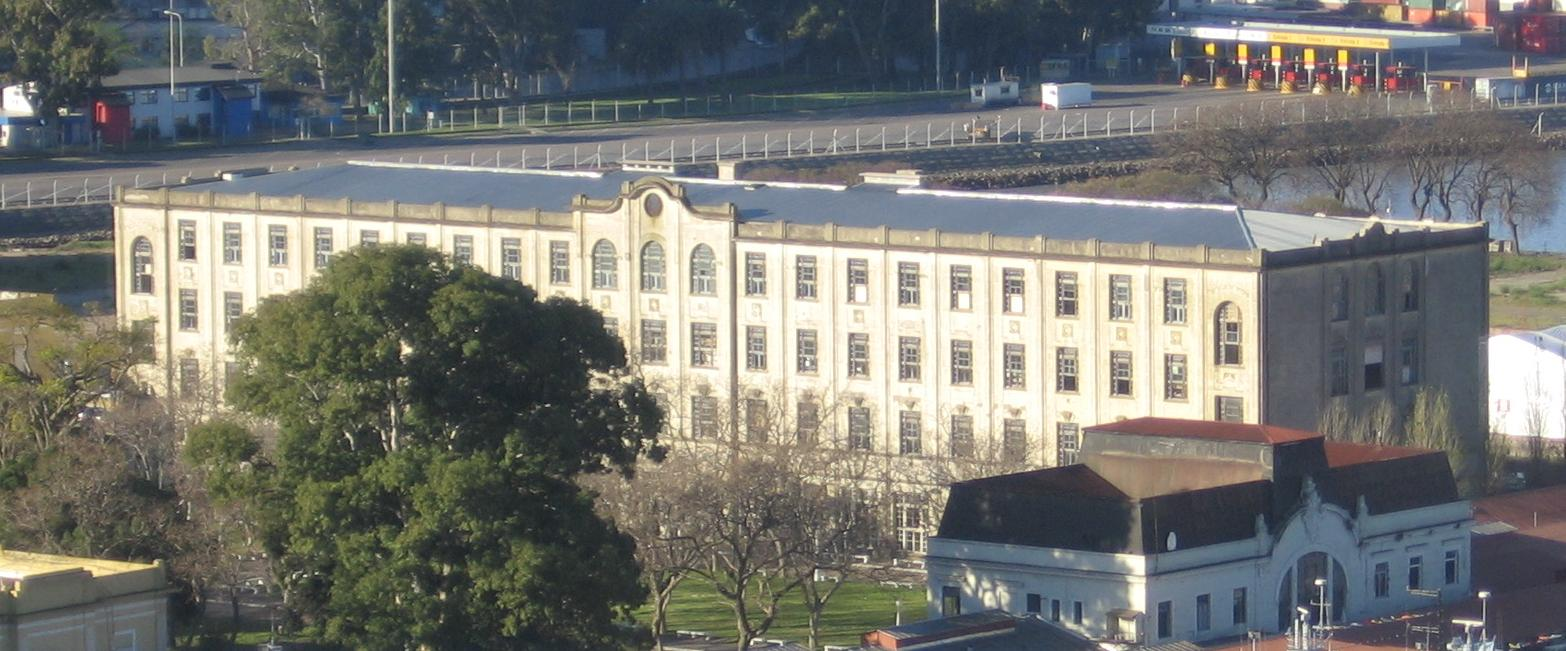
فندق المهاجرين في الأرجنتين

الهجرة  مصطلح يشير إلى انتقال الناس أفرادا أو جماعات من موطنهم الأصلي إلى مكان آخر، والاستقرار فيه بشكل دائم أو مؤقت بحثا عن مستوى أفضل للعيش والسكن والأمن.

## الهجرة الخارجية

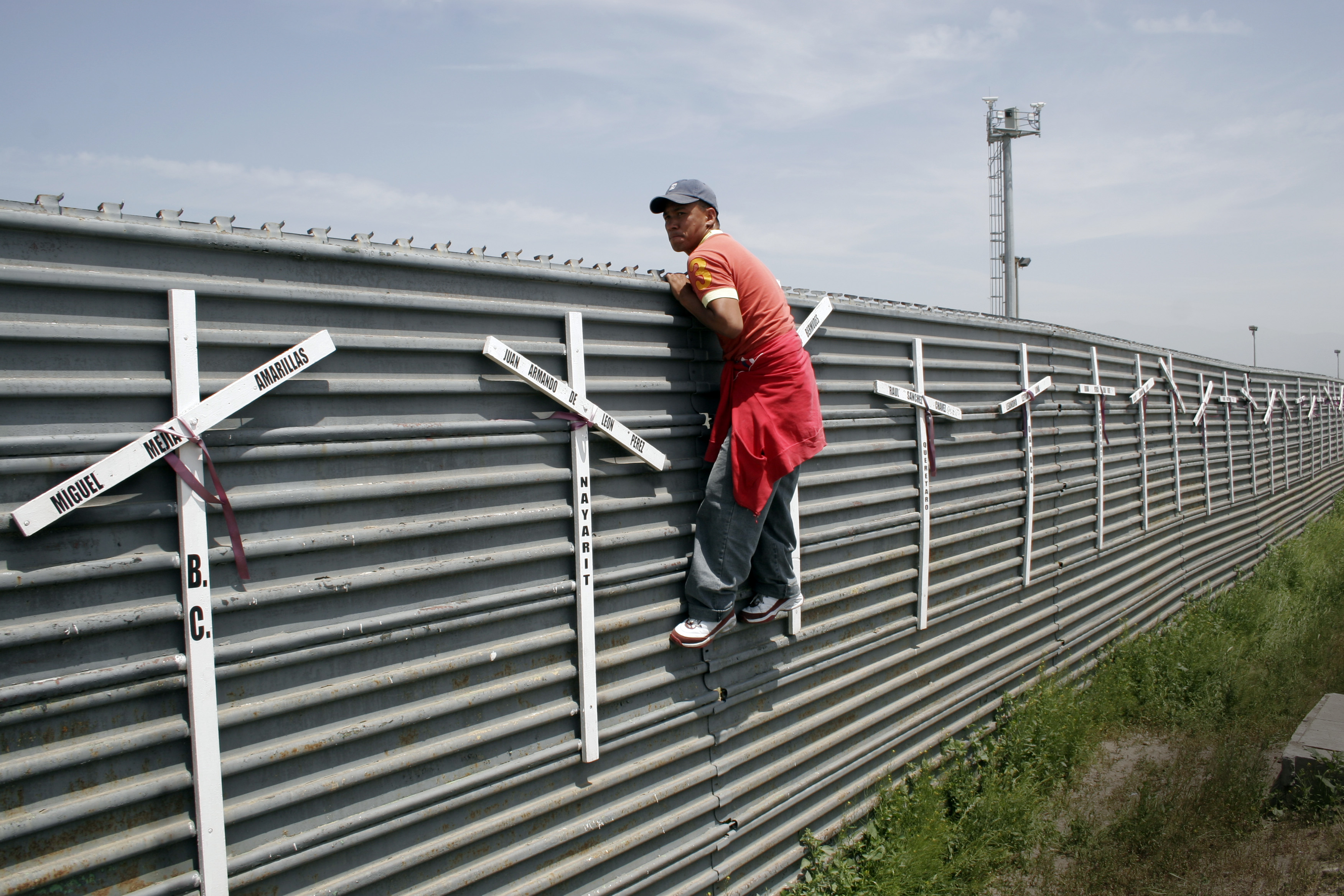
مهاجر من المكسيك إلى الولايات المتحدة الأمريكية

إن الهجرة ظاهرة حديثة. ويرجع السبب في ظهورها إلى الحاجة إلى قيام اقتصاد رأسمالي عالمي شديد التكامل يجعل الناس يرتحلون باستمرار من أجل العمل أو تأهيل القوى العاملة من خلال الدراسة، ولاسيما الدراسات العليا المتقدمة والمتخصصة أو اللجوء السياسي عبر الحدود الذي يعتقد البعض أنه يرجع لنظام عفا عليه الزمن داخل الدولة. والمهاجرون هم الأشخاص الذين حصلوا على وضع قانوني يتميز - على الأقل - بشكل من أشكال تصريح الإقامة الذي ينظم شروط عملهم (see also expatriates). ويسعى بعض - ولكن ليس كل - العمال الأجانب والمغتربين إلى الحصول على جنسية البلد التي يعملون بها وبعضهم يحصل عليها. ويختلف المهاجرون عن القوى العاملة التي ليس لديها الأوراق اللازمة في أن تلك القوى العاملة ليس وضعها قانوني في البلد التي تعمل به. ومن الممكن أن يكون هناك أسباب كثيرة ومعقدة لانعدام الوضع القانوني للإقامة في بلد ما، مثل عدم رغبة أصحاب العمل في هذا الشخص ورفض الدولة منح تصاريح الإقامة لفئات معينة من العمال الأجانب والعنصرية المؤسسية...إلخ. ولا يعد كل العمال الذين ليس معهم الأوراق اللازمة، على وجه الدقة، مهاجرين غير شرعيين. ونظرًا للتاريخ المعقد والطويل للهجرات العالمية، فقد كان لدى الكثير من الدول القوية، مثل الولايات المتحدة الأمريكية وكندا وغيرها من الدول أنظمة قانونية جعلت من الممكن العمل في هذه الدول دون موافقة واضحة منها بسبب بعض الثغرات القانونية. ويختلف المهاجرون والعمال غير مستوفي الأوراق اللازمة عن السياح في أن السائحين لا يشتركون في أنشطة تحقق إيرادات في البلاد التي يزورونها، وبذلك ينحصر تأثيرهم الاقتصادي بشكل رئيسي على الاستهلاك والنتائج البيئية. وغالبًا ما تتعامل الصحافة والخطابات السياسية مع هجرة العمالة الموسمية على أنها شكل من أشكال الهجرة.
أما مفهوم الهجرة الحديث فيتعلق بظهور ما يسمى ب الدول القومية وقانون الجنسية وقانون المواطنة. إن المواطنة في دولة قومية تمثل منح حق غير قابل للتحويل في الإقامة في هذه الدولة، لكن إقامة غير المواطنين تخضع للشروط التي يحكمها قانون الهجرة. إن ظهور الدول القومية الحديثة قد جعل من الهجرة موضوعًا سياسيًا، حيث صورت سكانها كمجموعات متجانسة تشكل أمة تتميز بإثنية وعرق وثقافة واحدة يتشاركها جميع أفرادها، مما يعد خرقًا وانتهاكًا للحقائق الواقعية المتمثلة في تعدد الأعراق وتعدد الأجناس وتعدد الثقافات. إن القيود القانونية والسياسية التي تُفرض على وجود الأجانب تعد موضوعًا سياسيًا شائكًا، ويرجع هذا إلى أن تلك القيود قدمتها وتعمل بها دول كان لمواطنيها وجود طويل الأمد ومؤثر جدًا في بلاد أخرى غير بلادهم (see: colonialism).
وصرحت المنظمة الدولية للهجرة بأن هناك أكثر من مائتي مليون مهاجر حول العالم في الوقت الحالي. واستقبلت أوروبا أكبر عدد من المهاجرين، حيث بلغ العدد 70.6 مليون شخص في عام 2005 وهي آخر سنة متوفر عنها أرقام في هذا الشأن. وتليها في المرتبة الثانية أمريكا الشمالية بعدد يزيد عن 45.1 مليون مهاجر، وتتبعها آسيا التي استقبلت حوالي 25.3 مليون مهاجر. ومعظم المهاجرين من العمال في الوقت الراهن يأتون من آسيا. وقد انخفض حجم الهجرة العالمي بشكل مذهل مقارنةً بما مضى. قدرت رابطة اللاجئين والتكامل الدولي أن عدد المهاجرين الدوليين في 2005 بلغ 175 مليون شخصاً. ويمكنك مقارنة هذه النسبة بالمعدل المتوسط للعولمة (وهو حصة التجارة عبر الحدود في حجم التجارة ككل) الذي يزيد عن عشرين في المائة.
ويسجل الشرق الأوسط وبعض أجزاء من أوروبا ومناطق صغيرة في جنوب شرق آسيا وبعض المناطق في جزر الهند الغربية أعلى معدلات لهجرة السكان، كما ظهر في إحصاء الأمم المتحدة في عام 2005. أما عن مدى مصداقية إحصاءات الهجرة، فهي مع الأسف منخفضة نظراً لعدم معرفة أعداد هجرة العمالة غير مستوفية المستندات اللازمة. وقدرت المنظمة الدولية للهجرة أن عدد المهاجرين الأجانب يزيد عن 200 مليون شخص في كل أرجاء العالم في الوقت الحاضر.
توجد نظرية عن الهجرة - أصبحت قديمة الآن - ميزت بين عوامل الطرد وعوامل الجذب. See the NIDI/ وتشير عوامل الطرد في الأساس إلى دافع الهجرة النازحة من البلد الأصلي. وفي حالة الهجرة الاقتصادية (عادةً هجرة العمالة)، تبرز التباينات في معدلات الأجور بشكل واضح. فإذا كانت الأجور في البلد الجديد تفوق الأجور في بلد المهاجر، فسوف يختار الهجرة طالما أن تكاليف السفر ليست مرتفعة جداً. وفي القرن التاسع عشر على وجه الخصوص، أدى التوسع الاقتصادي في الولايات المتحدة أدّى إلى زيادة تدفق المهاجرين إليها، وكان نتيجة ذلك أن أصبح نحو 20 في المائة من السكان مولودين من أصل أجنبي مقارنةً بالوقت الحاضر الذي تشكل فيه النسبة 10 في المائة وهي نسبة كبيرة من حجم القوى العاملة. في حين أن الأفراد الفقراء القادمون من بلاد أقل تقدماً من الممكن أن يحصلوا على مستوى معيشة أعلى بكثير من مستوى معيشتهم في بلادهم الأصلية. كما أن تكلفة الهجرة من الموطن والتي تشمل التكاليف الظاهرة المتمثلة في سعر التذكرة والتكاليف الخفيفة المتمثلة في وقت العمل الضائع وفقدان الروابط الاجتماعية، تلعب دوراً رئيسياً في طرد المهاجرين بعيداً عن بلدهم الأصلي. ونظراً لتطور وسائل النقل، أصبح الوقت المستغرق في السفر وتكاليفه أقل بكثير ما بين القرن الثامن عشر وأوائل القرن العشرين. فقد كان السفر عبر المحيط الأطلنطي يستغرق حوالي خمسة أسابيع في القرن الثامن عشر، ولكن في القرن العشرين كان يستغرق مجرد ثمانية أيام. وعندما تكون التكلفة الضمنية للسفر منخفضة، فإن معدلات الهجرة تكون مرتفعة. ويعد الهرب من الفقر سواءُ أكان من أجل المهاجر نفسه أو من يعولهم عامل طرد تقليدي ويقابله كعامل جذب توفر الوظائف في البلاد الأخرى. فضلاً عن أن الكوارث الطبيعية من الممكن أن تزيد من تدفقات الهجرة هرباً من الفقر. ويمكن أن يكون هذا النوع من الهجرة هجرةً غير شرعية في بلد المقصد، كما أن الهجرة من الموطن تعد في بعض البلدان، مثل كوريا الشمالية وميانمار وزيمبابوي والصومال عملاً غير شرعي.
تتركز المشكلة الرئيسية في نظريات عوامل الجذب والطرد حول ثلاث محاور: أولاً، إنها تركز على ما هو ظاهر (مثل، سعي الأشخاص من البلدان الفقيرة إلى الذهاب إلى البلدان الغنية). ثانياً، هذه النظريات غير قادرة على تفسير سبب ظهور تدفقات من المهاجرين (إذا كانت عوامل الطرد والجذب هي كل ما في الموضوع، فهذا يعني أن الأشخاص من البلدان الأكثر فقراً سيسافرون إلى البلدان الأكثر غنى، في حين أنه في الواقع هذه التدفقات ليست موجودة تقريباً). ثالثاً، إن هذه النظريات غير قادرة على تفسير سبب استقرار الأنماط الظاهرة للهجرة (مثل، متى أصبح هناك تدفق هجرة من الدولة س إلى الدولة ص، فسيظل هذا الوضع قائماً لمدة طويلة نسبياً حتى إذا انتهت الظروف الأولية التي أفضت إلى عوامل الطرد والجذب، كما حدث في القضية الألمانية التي يطلق عليها GastarbeiterGastarbeiter أو كما يوضح برنامج العامل الضيف.
قد تكون الهجرة من الموطن إلى بلد آخر إجبارية في بعض الأحيان بموجب عقد عمل، كما يتوقع بطبيعة الحال أن يكون عمل الإرساليات التبشيرية الدينية وموظفي الشركات متعددة الجنسيات والمنظمات الدولية غير الحكومية والسلك الدبلوماسي. وغالباً ما يشار إلى هؤلاء الأشخاص باسم المغتربين، كما أن ظروف توظيفهم تكون معادلة أو أفضل من الظروف المتاحة لغيرهم من المتقدمين في الدولة المضيفة لوظيفة مشابهة.
بالنسبة لكثير من المهاجرين، يعد التعليم عامل الجذب الرئيسي، على الرغم من أن معظم الطلاب الدوليين لا يصنفوا على أنهم مهاجرون. هذا بالإضافة إلى أن هجرة التقاعد من الدول الغنية إلى الدول الأقل تكلفة والتي تمتاز ب مناخ أفضل تعد نوعاً جديداً من أنواع الهجرة الدولية. وتتضمن الأمثلة على ذلك هجرة مواطنين إنجليز متقاعدين إلى أسبانيا أو إيطاليا، وكذلك هجرة مواطنين كنديين إلى الولايات المتحدة، وخاصةً إلى ولاية فلوريدا وولاية تكساس.
في حين تتضمن عوامل الطرد غير الاقتصادية الاضطهاد (الديني وخلافه) والإيذاء المتكرر والاعتداء والقهر والتطهير العرقي وحتى الإبادة الجماعية، وكذلك وجود خطر على المدنيين خلال وقت الحرب. أما الدوافع السياسية فعادةً ما تشجع على تدفق اللاجئين هرباً من الديكتاتورية مثلاً.
جدير بالذكر أن هناك بعض أنواع الهجرة التي ترجع لأسباب شخصية تقوم على علاقة ما (مثل، رغبة المهاجر في أن يكون مع أسرته أو مع شريك حياته) كما يحدث في لم شمل الأسرة أو الزواج عبر الدول. وفي حالات قليلة، قد يرغب الفرد في الهجرة إلى بلد جديد كشكل من أشكال التحول عن الوطنية أو حب الوطن. ويعد الهروب من العدالة الجنائية (أي تجنب الاعتقال) من الدوافع الشخصية للهجرة. ولا يعد هذا النوع من الهجرة قانونياً في العادة إذا انكشفت الجريمة على المستوى الدولي، وذلك على الرغم من قيام بعض المجرمين بإخفاء شخصياتهم الحقيقية أو العثور على طرق أخرى لتجنب اكتشاف الجريمة. على سبيل المثال، كانت هناك بعض الحالات حيث قام بعض الأشخاص مرتكبي جرائم الحرب بالتنكر في صورة ضحايا حرب أو صراعات ونزاعات وطالبوا بحق اللجوء إلى بلد آخر.
إن العوائق التي تقف أمام الرغبة في الهجرة لا تقتصر فقط على العوائق القانونية، ولكن العوائق الطبيعية والاجتماعية يمكن أن تكون مؤثرة جداً أيضاً. وعندما يترك المهاجرون بلادهم فإنهم يتركون أيضًا كل ما هو مألوف بالنسبة لهم، مثل أسرهم وأصدقائهم وشبكة الدعم المحيطة بهم وثقافتهم. علاوةً على ذلك، يتحتم عليهم تصفية ممتلكاتهم وغالباً ما يكون هذا الأمر بخسارة كبيرة، بالإضافة إلى تحمل نفقات السفر. وعندما يصلون إلى البلد الجديد تقابلهم العديد من الأشياء المجهولة والتي تتضمن إيجاد فرصة عمل ومكان للسكن والقوانين الجديدة والأعراف الاجتماعية الجديدة ومشاكل تتعلق باللغة أو اللهجة والعنصرية المحتملة وغيرها من سلوكيات الصد والاستبعاد تجاههم وتجاه أسرهم. وهذه العوائق من شأنها وضع حد للهجرة الدولية. أما الحالات التي ينتقل فيها السكان كلهم إلى قارات أخرى محدثين تدفق سكاني ضخم ومؤثرين بشدة على البنية التحتية والخدمات في هذه البلاد، فإنهم يتجاهلون كل هذه القيود الملازمة للهجرة.
فضلت بعض الدول، مثل اليابان القيام بتغييرات تكنولوجية لزيادة نسبة الربحية (على سبيل المثال، اعتمدت بدرجة أكبر على الأتمتة أو التشغيل الذاتي) وسنت قوانين للهجرة تهدف على وجه الخصوص إلى منع المهاجرين من القدوم إليها والبقاء فيها. وعلى الرغم من ذلك، فإن العولمة بالإضافة إلى معدلات المواليد المنخفضة وتقدم سن القوى العاملة قد أجبرت حتى اليابان على إعادة النظر في سياسة الهجرة التي تنتهجها. ومن الجدير بالذكر أن الماضي الإستعماري لليابان قد أسهم في وجود مجموعات كبيرة من غير اليابانيين في اليابان. ومعظم هذه المجموعات، مثل الكوريين واجهت مستويات متطرفة من التفرقة العنصرية في اليابان.
ويتبنى الاتحاد الأوروبي مبدأ يقر بأن مواطني أحد الدول الأعضاء في الاتحاد الأوربي يسمح لهم بالعمل في الدول الأخرى الأعضاء في الاتحاد بقيود قليلة أو دون قيود على التنقل . أما بالنسبة لغير مواطني الاتحاد الأوروبي المقيمين الدائمين في دول الاتحاد، فالانتقال بالنسبة لهم في دول الاتحاد يشكل أمراً أكثر صعوبةً. وبعد انضمام العديد من الدول إلى الاتحاد الأوروبي، قامت الدول الأعضاء قديمة العهد في الاتحاد باتخاذ إجراءات لتقييد اشتراك مواطني الدول حديثة العهد في الاتحاد الأوروبي في أسواق العمل الخاصة بهم. فعلى سبيل المثال، قامت كل من النمسا وبلجيكا والدنمارك وفرنسا وألمانيا واليونان وإيطاليا ولكسمبورج وهولندا والبرتغال وإسبانيا بتقييد سوق العمل الخاص بها لمدة سبع سنوات في دورة انضمام عام 2004 و2007.
نظراً لسياسة سوق العمل الداخلي الواحد التي يتبناها الاتحاد الأوروبي، فإن بعض الدول التي شهدت معدلات منخفضة نسبياً من هجرة العمالة إليها حتى وقت قريب وكانت قد أرسلت جزءاً كبيراً من سكانها فيما مضى إلى دول خارجية، مثل إيطاليا وجمهورية أيرلندا، تشهد تدفقاً من المهاجرين من دول الاتحاد الأوروبي ذوي دخول سنوية منخفضة. وقد ولّد هذا الأمر مناظرات كثيرة حول الهجرة في كل أرجاء البلاد.
وفي الوقت نفسه، تشهد إسبانيا تنامي الهجرة غير الشرعية من إفريقيا إليها. ونظراً لأن إسبانيا هي أقرب دول الاتحاد الأوروبي إلى إفريقيا، كما أن لها مدينتين في القارة الإفريقية هما سبتة ومليلية، بالإضافة إلى جزر الكناري التي تقع في المحيط الأطلنطي غرب شمال إفريقيا، كل هذه الأسباب تجعل إسبانيا بطبيعة الحال أسهل في الوصول بالنسبة للمهاجرين الأفارقة. وقد أفضى هذا الأمر إلى مناقشات في داخل إسبانيا وكذلك بين إسبانيا ودول الاتحاد الأوروبي الأخرى. طالبت إسبانيا بالمساعدة في مراقبة الحدود من دول الاتحاد الأوروبي الأخرى ولكن تلك الدول أجابت بأن إسبانيا هي التي تسببت في موجة الهجرة غير الشرعية للأفارقة عندما منحت عفواً لمئات الآلاف من المهاجرين .
قد شهدت المملكة المتحدة وألمانيا معدلات عالية للهجرة منذ نهاية الحرب العالمية الثانية وظل موضوع الهجرة قيد المناقشة لعدة عقود. فقد تم إحضار العمال الأجانب إلى هاتين الدولتين للمساعدة في الإعمار بعد الحرب وقد مكث في البلاد كثير من هؤلاء العمال. وتركز المناقشات السياسية حول موضوع الهجرة عادةً على الإحصائيات وقانون وسياسة الهجرة وعلى تنفيذ القيود الموجودة . وفي بعض الدول الأوروبية، ركزت المناقشة في تسعينيات القرن الماضي على طالبي اللجوء السياسي، بيد أن السياسات التقييدية وتقليل الصراع المسلح في أوروبا والمناطق المجاورة قد أسهم بشكل كبير في خفض عدد طالبي اللجوء السياسي.
قد تأججت المناقشة السياسية في الولايات المتحدة حول موضوع الهجرة مرات عديدة منذ إعلان استقلالها. ويُرجع بعض متطرفي اليسار الخطابات السياسية المناهضة للهجرة إلى أقلية من السكان ليست على قدر كبير من التعليم تحابي الجنس الأبيض وليس لديها فكرة عن المزايا الملازمة للهجرة بالنسبة لاقتصاد الولايات المتحدة والمجتمع. وفي الوقت الذي تظهر فيه هذه العقلية تحيزاً واضحاً، فغالباً ما يكون من الصعب إجراء مناقشة مدنية حيال موضوع الهجرة نظراً لأنها مبنية على أساس عاطفي إلى حد كبير.
منذ أحداث 11 سبتمبر 2001، أصبحت سياسات الهجرة موضوعاً ساخناً للغاية. وكانت الهجرة موضوعاً محورياً في الدورة الانتخابية في عام 2008. ويُعرف عمدة نيويورك مايكل بلوومبيرج بموقفه المؤيد للهجرة.
وقد ارتبطت سياسات الهجرة بشكل متزايد بغيرها من الموضوعات، مثل الأمن القومي والإرهاب، وخاصةً في أوروبا الغربية حيث انتشر الإسلام كديانة جديدة رئيسية. ويستشهد الذين يحملون مخاوف تجاه الأمن القومي بأحداث الاضطراب المدني في فرنسا في عام 2005 والذي كان موجهاً ضد الموضوع الذي أثار ضجة كبيرة والذي سببته الرسوم المسيئية للرسول محمد والتي نشرتها صحيفة يولاندس بوستن. ويرى هؤلاء هذا الموقف كمثال لصراعات القيم التي تنجم عن هجرة المسلمين إلى أوروبا الغربية دون أن يدركوا أن معظم المشاركين في الاحتجاجات المدنية في 2005 كانوا مواطنين فرنسيين وليسوا المهاجرين أنفسهم، وكان سبب تظاهرهم هو موقف إنكار الحقوق المتساوية والعنصرية الصارخة التي تتبناها الدولة. وبسبب كل هذه العوامل وثيقة الارتباط أصبحت الهجرة موضوعاً سياسياً عاطفياً في كثير من الدول الأوروبية.

## الهجرة غير الشرعية
يقوم العديد من مواطني البلدان المنكوبة بالهجرة الغير الشرعية. فمثلا قام مئات الآلاف من السوريين بالسفر عبر البحر المتوسط ليصلوا إلى بلدان الاتحاد الأوروبي. غالبا ما تكون وجهة هؤلاء المهاجرين هي السويد أو ألمانيا. قبل الوصول إلى ألمانيا على المهاجرون المرور بتركيا فاليونان وصربيا .تعتبر هذه الرحلة خطيرة جدا حيث غالبا ما تغرق أو يتم اغراق سفنهم في عرض البحر ويتركون للموت. أغلب المهاجرين هم إما من دول أفريقية أو دول الشرق المتوسط.

أيضا يوجد هجرة غير شرعية إلى الولايات المتحدة الامريكية عبر المكسيك حيث يقوم المهاجرون باجتياز الحدود سيرا على الأقدام أو بواسطة سيارات بعيدا عن نقاط التفتيش

## الهجرة والمعايير الأخلاقية

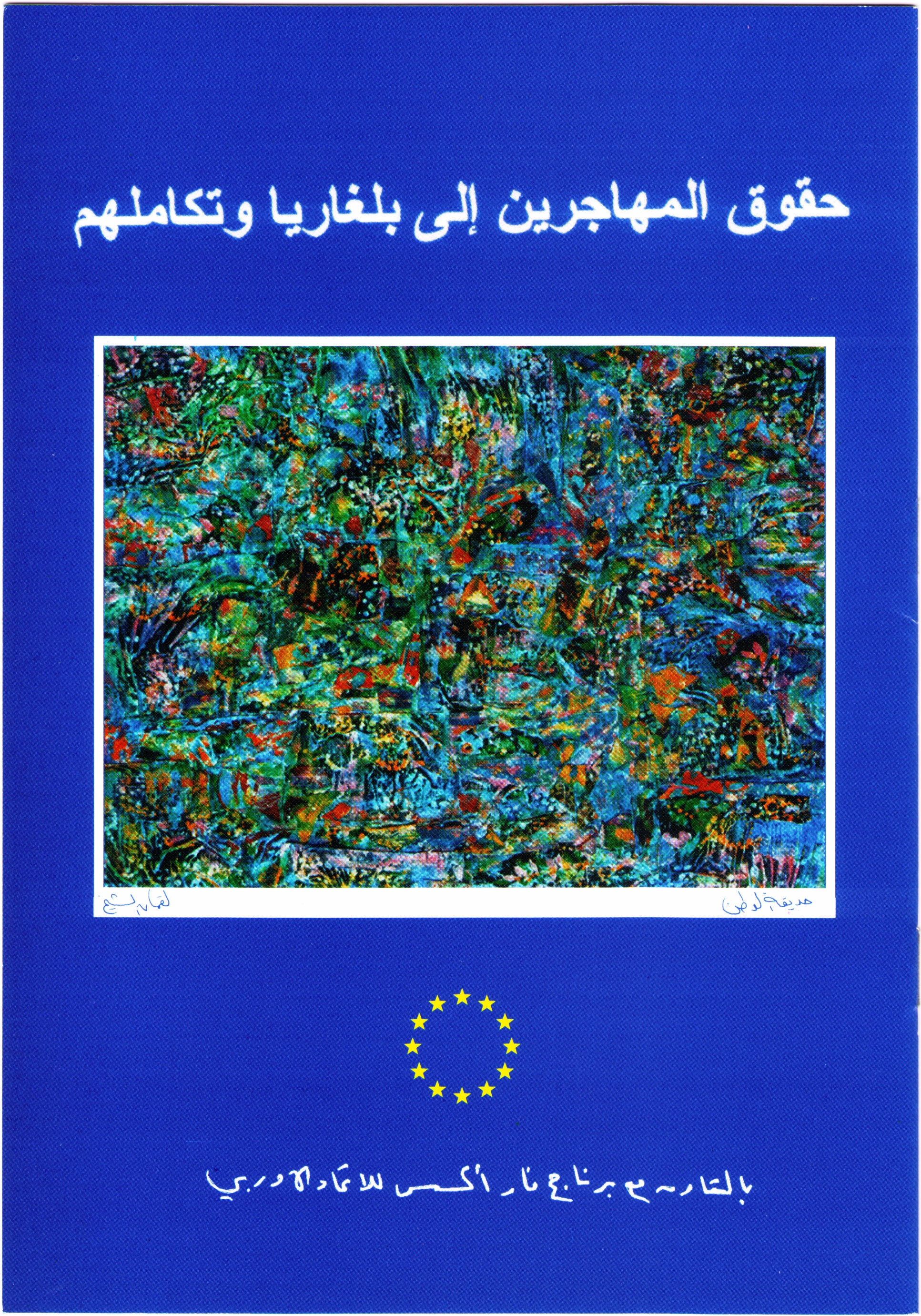
على السلطات تعريف المهاجرين بحقوقهم ومساعدتهم للاندماج.

على الرغم من اعتبار حرية التنقل في كثير من الأحيان حق مدني، فإن هذه الحرية مكفولة داخل حدود الدولة فقط ومن الممكن أن تكون مكفولة من قبِل الدستور أو من قبِل تشريعات حقوق الإنسان. بالإضافة إلى ذلك، غالبًا ما يتم حصر هذه الحرية على بعض المواطنين فقط ويستثنى آخرون. وفي الوقت الراهن، لا تسمح أية دولة بحرية التنقل الكاملة عبر حدودها، كما أن معاهدات حقوق الإنسان الدولية لا تعطي حقًا عامًا بدخول دولة أخرى. ووفقًا للمادة 13 من الإعلان العالمي لحقوق الإنسان، فإنه يحظر منع المواطنين من مغادرة بلادهم. ولا يوجد مادة مشابهة بخصوص دخول غير المواطنين إليها. ويجادل هؤلاء الأشخاص الذين يرفضون هذا التمييز بناءً على أساس أخلاقي بأن حرية التنقل داخل الدولة وبين الدول حق أساسي من حقوق الإنسان، كما يرون أن سياسات الهجرة التقييدية شأنها شأن الدول القومية تنتهك حقًا من حقوق الإنسان والمتمثل في حرية التنقل. وتشيع تلك الحجج بين الإيديولوجيات المناهضة للدولة، مثل الفوضوية والليبرتارية.
وعندما تكون الهجرة مسموحة، فتكون بطبيعة الحال انتقائية. وقد اختفى الانتقاء العرقي، مثل سياسة أستراليا البيضاء بشكل عام، ولكن ظلت الأولوية للمتعلمين والماهرين والأثرياء، وهذا الأمر يناقض بشكل مباشر احتياجات سوق العمل التي تحتاج إلى أشخاص فقراء يفتقرون إلى المهارة وعلى قدر ضئيل من التعليم كي يقوموا بالأعمال التي يرفض القيام بها السكان المحليين الأكثر غنى. أما الأفراد الأقل ثراءً بما فيهم الأعداد الكبيرة من الفقراء في الدول ذات الدخل المنخفض فلا يحظون بفرص الهجرة الشرعية والمحمية التي توفرها الدول الغنية. وطالما تعرضت هذه السياسة القائمة على عدم المساواة للنقد على أساس تعارضها مع مبدأ تكافؤ الفرص الذي يطبق على الأقل نظريًا في الدول القومية الديموقراطية. إن غلق باب الهجرة أمام العمالة غير الماهرة في ظل الحاجة الماسة للعديد من الدول المتقدمة للعمالة غير الماهرة يعد عاملاً رئيسيًا في الهجرة دون المستندات الرسمية اللازمة أو الهجرة غير الشرعية. بالإضافة إلى ذلك، تعرضت هذه السياسة المتناقضة التي تضر بالمهاجرين غير المهرة وتستغل جهدهم في الوقت نفسه، للنقد لأسباب أخلاقية.
إن سياسات الهجرة التي تمنح حرية التنقل بشكل انتقائي لأشخاص معينيين تهدف في الأساس إلى تحقيق مكسب اقتصادي صافي للدولة المضيفة. ويمكن أن تتسبب هذه السياسات أيضًا في خسارة صافية للدولة الفقيرة المانحة بسبب خسارتها للقلة المتعلمة أي هجرة الكفاءات. وهذا يؤدي إلى زيادة عدم المساواة العالمية في مستويات المعيشة والتي كانت الدافع لهجرة هؤلاء الأفراد في المقام الأول. وخير مثال على التنافس على العمالة الماهرة هو استمرار تشغيل دول العالم الأول للأطباء القادمين من دول العالم الثالث.

## الهجرة في البلاد المختلفة

### أوروبا
مقال فصيلي: البطاقة الزرقاء، التركيبة السكانية للاتحاد الأوروبي
طبقًا لمكتب الإحصاءات الأوروبي (يوروستات)،  فإن بعض دول الاتحاد الأوروبي تشهد في الوقت الحاضر معدلات مرتفعة من الهجرة الوافدة. وخير مثال على هذا إسبانيا حيث أسهم الاقتصاد في توفير ما يزيد عن نصف إجمالي الوظائف الجديدة في الاتحاد الأوروبي على مدار الخمس سنوات المنصرمة. وحقق الاتحاد الأوروبي في عام 2005 ربح صافي من الهجرة العالمية التي سجلت مجيء +1.8 مليون شخص. ويعد هذا الأمر هو المسئول عن 85% من النمو السكاني الكلي في أوروبا في عام 2005. وفي عام 2004، بلغ إجمالي عدد المهاجرين إلى فرنسا نحو 140.0333 شخص. وكان من بين هؤلاء المهاجرين 90.250 من إفريقيا و13.710 من أوروبا. وفي عام 2005، انخفضت الهجرة انخفاضًا طفيفًا حيث وصلت إلى 135.890 شخص. وفي السنوات الأخيرة، تسببت الهجرة في ما يزيد عن نصف النمو السكاني في النرويج. وفي عام 2006، سجل مكتب إحصاءات النرويج عدد المهاجرين الذين يصلون إلى النرويج والذي قدر عددهم بـ 45.800 شخص وهو معدل أعلى بنسبة 30% عن عام 2005. وفي بداية عام 2007 كان هناك 415.300 شخص في النرويج له أصول مهاجرة (كأن يكون مهاجرًا أو مولودًا لوالدين مهاجرين) ومثلت هذه الفئة 8.3 في المائة من جملة السكان.
هذا بالإضافة إلى أن الهجرة البريطانية إلى جنوب أوروبا ذات صلة وثيقة بالموضوع. يمثل المواطنون من الاتحاد الأوروبي نسبة متزايدة من المهاجرين في أسبانيا. ويأتي هؤلاء المهاجرون بشكل رئيسي من دول مثل المملكة المتحدة وألمانيا، بيد أن القضية البريطانية لها شأن خاص نظرًا لأهميتها. وقدرت السلطات البريطانية عدد السكان الإنجليز في أسبانيا بنحو 700.000 نسمة.

#### المملكة المتحدة
وفي أعقاب انضمام بولندا إلى الاتحاد الأوروبي في مايو 2004 وجد أنه في بداية 2007 كان قد قام 375.000 بولندي بالتسجيل للعمل في المملكة المتحدة على الرغم من أن جملة السكان البولنديين الذين يعملون في المملكة المتحدة تقدر بـ 500.000 شخص. ويعمل الكثير البولنديين في وظائف موسمية ومن المحتمل أن تذهب أعدادًا كبيرةً منهم من وإلى إيرلندا وغيرها من الدول الغربية في الاتحاد الأوروبي.
وفي عام 2004، ارتفع عدد الأشخاص الذي حصلوا على الجنسية البريطانية إلى 140.795 شخص بزيادة 12% عن العام السابق. وقد ارتفع هذا الرقم بشكل كبير منذ عام 2000. وتأتي الغالبية الساحقة من المواطنين الجدد من كل من إفريقيا ويمثلون 32%، وآسيا ويمثلون 40% وتأتي أكبر ثلاث مجموعات من باكستان والهند والصومال. وفي عام 2005، قدر أن نحو 565.000 مهاجر وصلوا للعيش في المملكة المتحدة لمدة عام على الأقل وأن معظم هؤلاء المهاجرين كانوا من آسيا وشبه القارة الهندية وإفريقيا  وفي الوقت نفسه، هاجر نحو 380.000 شخص من المملكة المتحدة لمدة عام أو أكثر قاصدين أستراليا وأسبانيا وفرنسا.

#### إسبانيا
إن إسبانيا هي الوجهة الأوروبية المفضلة لدى البريطانيين التاركين المملكة المتحدة. ومنذ عام 2000 استوعبت أسبانيا أكثر من ثلاثة ملايين مهاجرًا مما زاد عدد سكانها إلى 10% تقريبًا. ويزيد عدد السكان المهاجرين الآن عن 4.5 مليون نسمة. ووفقًا لبيانات تصريح الإقامة لعام 2005 كان حوالي 500.000 مهاجرًا من المغاربة و500.000 من الإكوادور  وأكثر من 200.000 من رومانيا بالإضافة إلى 260.000 من كولومبيا."Spain: Immigrants Welcome". Businessweek.com. 21 مايو 2007. مؤرشف من الأصل في 2012-06-27. اطلع عليه بتاريخ 2009-04-22. . وفي عام 2005 وحده، تسبب برنامج إكساب الشرعية القانونية للمهاجرين في زيادة عدد السكان من المهاجرين الشرعيين بنحو 700.000 شخصًا.

#### البرتغال
كانت البرتغال لمدة طويلة بلد للهجرة المغادرة ولكنها الآن أصبحت بلدًا للهجرة الوافدة. وهي الآن تشهد إقبال من غينيا بيساو والمملكة المتحدة وأسبانيا وأوكرانيا.

### كندا
لدى كندا أعلى معدل للهجرة الصافية بالنسبة للفرد على مستوى العالم، وهذا يرجع إلى السياسة الاقتصادية ولم شمل الأسرة. وفي عام 2001 هاجر نحو 250.640 شخصًا إلى كندا. ويستقر الوافدون الجدد في أكبر المناطق الحضرية في تورونتو وفانكوفر ومونتريال. ومنذ تسعينات القرن الماضي والعقد الأول من القرن الحالي يأتي غالبية المهاجرين إلى كندا من آسيا. وغالبًا يوصف المجتمع الكندي بأنه متطور جدًا ومتنوع ومتعدد الثقافات. إن اتهام شخص بالعنصرية في كندا يعتبر عادةً إهانة كبيرًة. فكل الأحزاب السياسية الآن تتوخى الحذر حيال انتقاد مستوى الهجرة المرتفع، ويرجع هذا إلى أن «في أوائل التسعينيات من القرن العشرين كان يوصف حزب الإصلاح القديم بأنه عنصري نظرًا لاقتراحه خفض معدلات الهجرة من 250.000 إلى 150.000» حسب ما أوضحته جريدة Globe and Mail

### اليابان
تبعاً للمفوضية العليا للأمم المتحدة لشؤون اللاجئين، قبلت اليابان 16 لاجئاً فقط من اللاجئين في عام 1999، بينما قبلت الولايات المتحدة 85.010 لاجئاً لإعادة توطينهم. وقبلت نيوزيلندا التي هي أصغر من اليابان 1.140 لاجئاً في عام 1999. وقد قبلت اليابان 305 شخصاً فقط كلاجئين منذ عام 1981 عندما صدّقت على الإتفاقية الخاصة بوضع اللاجئين التابعة للأمم المتحدة بشأن وضع اللاجئين وحتى عام 2002. وقد صرح الوزير الياباني تارو آسو أن اليابان أمة ذات «جنس واحد». وقد تم انتقاد هذا التعليق بشدة من كل من وسائل الإعلام اليابانية والأجنبية.

### أستراليا
لقد زاد معدل الهجرة الكلي في أستراليا بشكل هائل خلال العقد الأخير. وقد زاد معدل الهجرة الصافية عبر البحار من 30.000 في عام 1993 إلى 118.000 في عامي 2003 و 2004 طبقاً لـ  واستأثرت برامج استقطاب العمالة الماهرة ولم شمل الأسرة بنصيب الأسد في هذه الهجرة. وفي السنوات الأخيرة، أثار الاحتجاز الإلزامي لكل مهاجر غير شرعي قادم عن طريق القوارب الجدل على مستويات عدة. وخلال عامي 2004 و 2005 هاجر 123.424 شخصاً إلى أستراليا. وكان من بين هؤلاء المهاجرين 17.736 من إفريقيا و54.804 من آسيا و21.131 من أوقيانوسيا و18.220 من المملكة المتحدة و1.506 من أمريكا الجنوبية و2.369 من أوروبا الشرقية

### نيوزيلندا
تتميز سياسات الهجرة الخاصة ب نيوزيلندا بأنها منفتحة نسبيًا. وتبلغ نسبة السكان المولودين خارج البلاد لاسيما في آسيا وأوقيانوسيا والمملكة المتحدة 23% وهي واحدة من أعلى المعدلات في العالم. وفي عامي 2004 و2005 سجلت هيئة الهجرة في نيوزيلندا معدل للمهاجرين إليها بلغ 45.000 ومثل هذا المعدل 1.5% من جملة السكان. ووفقًا لتعداد عام 2001 يتوقع أن بحلول عام 2050 سيكون 57% من أطفال الشعب النيوزيلندي لهم أسلاف من ماوري أو من المحيط الهادئ، بينما سيكون نحو 68% من السكان ليسوا أوربيين.

### الولايات المتحدة الأمريكية
منذ عام 1850 إلى 1930 زادت نسبة السكان المولودين من أصل أجنبي في الولايات المتحدة الأمريكية من 2.2
إلى 14.2 مليون شخصًا. وسجلت أعلى نسبة من المولودين من أصل أجنبي في الولايات المتحدة في هذه الفترة التي بلغت ذروتها في عام 1890 محققةً نسبة 14.7%. وخلال تلك الفترة، جعل انخفاض تكاليف السفر عبر الأطلنطي وكذلك قصر وقت الرحلة الظروف مواتية للمهاجرين كي ينتقلوا إلى الولايات المتحدة أكثر من السنوات الماضية. وبعد هذه الفترة الزمنية، انخفض معدل الهجرة حيث طبق الكونجرس في عام 1924 نظام يحدد الحصة النسبية التي يسمح لكل دولة بموجبها أن تستقبل 2% من المهاجرين سنويًا اعتمادًا على أعداد كل منهم في عام 1890. وأعطى قانون الهجرة Immigration Act of 1924 الأفضلية للمهاجرين من دول شمال أوروبا الذين كان لهم العديد من المهاجرين في الولايات المتحدة منذ عام 1890. واستمرت معدلات الهجرة في الانخفاض خلال الأربعينيات والخمسينيات، ولكنها ارتفعت ثانيةً بعد ذلك، ولكنها كانت لا تزال منخفضة بالنسبة للمعايير التاريخية. وبعد عام 2000 سجلت معدلات الهجرة إلى الولايات المتحدة حوالي 1.000.000 شخصًا سنويًا. وفي عام 2006 تم منح 1.27 مليون مهاجر الإقامة الشرعية. وطالما كانت المكسيك المصدر الرائد في تقديم مقيمين جدد في الولايات المتحدة على مدى عقدين ومنذ عام 1998 أصبحت الصين والهند والفلبين على قائمة أكثر أربع دول مصدرة للمهاجرين سنويًا. ودائمًا توصف الولايات المتحدة بأنها «بوتقة» (وهي من كلام المؤرخ كارل إن ديجلار، مؤلف كتاب بعيدًا عن ماضينا Out of Our Past) وهو اسم مستقى من التقاليد الغنية للمهاجرين الذين أتوا إلى الولايات المتحدة بحثًا عن مستقبل أفضل حيث انصهرت ثقافاتهم وامتزجت في نسيج الأمة. كما أن القصيدة المحفورة على قاعدة تمثال الحرية والتي كتبتها إيما لازاروس بعنوان العملاق الجديد "The New Colossus," تتحدث عن الدعوة الموجهة لكل من يرغبون في أن يتخذوا من الولايات المتحدة وطنًا لهم.
ومنذ الحرب العالمية الثانية، وجد الكثير من اللاجئين منازل في الولايات المتحدة أكثر من أي دولة أخرى، كما وصل أكثر من مليوني لاجئ إلى الولايات المتحدة منذ عام 1980 وهم يمثلون أقل من 1% من جملة سكان الولايات المتحدة.[بحاجة لمصدر] وكانت الولايات المتحدة من أكثر عشر دول قبولاً لإعادة توطين اللاجئين في عام 2006 حيث قبلت لاجئين أكثر من ضعف العدد الذي قبلته التسع دول التالية مجتمعين، على الرغم من أن بعض الدول الأصغر قبلت لاجئين أكثر بالنسبة لكل فرد.

## اقرأ أيضًا
- هجرة الأطفال
- هجرة غير شرعية
- هجرة بشرية
- أجيال المهاجرين
- يانصيب البطاقة الخضراء
- تثاقف تفاعلي

## الروابط الإضافية
- مهاجر | بوابة الهجرة الناطق بالعربية
- Golden Venture فيلم وثائقي يحكي عن حادثة Golden Venture التي حدثت عام 1993 وكانت بمثابة نقطة تحول حاسمة في سياسة الهجرة في الولايات المتحدة.
- Princeton Center for Migration and Development مركز بحثي رائد عن الهجرة في الولايات المتحدة.
- Eurasylum وثائق عن الهجرة واللجوء السياسي وسياسة اللاجئين والاتجار بالبشر والتهريب دوليًا.
- Do Foreigners Have Rights? François Crépeau أستاذ القانون الدولي في جامعة مونتريال.